# Schoenefeldia
Schoenefeldia là một chi thực vật có hoa trong họ Hòa thảo (Poaceae).

## Loài
Chi Schoenefeldia gồm các loài: